# Nanako Fujii
Nanako Fujii (japanisch 藤井 菜々子 Fujii Nanako; * 7. Mai 1999) ist eine japanische Geherin.

## Sportliche Laufbahn
Nanako Fujii bestritt im Jahr 2016 ihre ersten Wettkämpfe im Gehen gegen die nationale Konkurrenz. 2018 bestritt sie ihre ersten Wettkämpfe über die 20-km-Distanz. Im selben Jahr nahm sie im Mai an den Teamweltmeisterschaften im Gehen teil und belegte im U20-Wettkampf über 10 km den dritten Platz. Später im Juni trat sie in der Heimat bei den U2ß0-Asienmeisterschaften an und konnte die Silbermedaille gewinnen. Einen Monat später Juli trat sie bei den U20-Weltmeisterschaften in Tampere an und verpasste mit Bestzeit von 45:08,68 min als Viertplatzierte knapp die Medaillenränge. 2019 konnte Fujii die Silbermedaille über 20 km bei den Japanischen Meisterschaften gewinnen und qualifizierte sich für die Teilnahme an den Weltmeisterschaften in Doha. Den Wettkampf Ende September beendete sie nach 1:34:50 h auf dem siebten Platz. Zwei Jahre später siegte sie zum ersten Mal bei den Japanischen Meisterschaften. Anfang August nahm sie an den Olympischen Sommerspielen in der Heimat teil und belegte 1:31:55 h den 13. Platz über 20 km.
2022 nahm Fujii in den USA zum zweiten Mal an den Weltmeisterschaften teil. Sie absolvierte die 20 km in 1:29:01 h, womit sie den sechsten Platz belegte. Auch 2023 trat sie in Budapest wieder bei den Weltmeisterschaften an. Dabei erreichte sie auf dem 14. Platz das Ziel.
Fujii wurde 2019, 2021, 2023 und 2024 japanische Meisterin im 20-km-Gehen.

## Wichtige Wettbewerbe
| Jahr              | Veranstaltung            | Ort               | Platz             | Disziplin          | Zeit              |
| Startet für Japan | Startet für Japan        | Startet für Japan | Startet für Japan | Startet für Japan  | Startet für Japan |
| ----------------- | ------------------------ | ----------------- | ----------------- | ------------------ | ----------------- |
| 2018              | U20-Asienmeisterschaften | Gifu              | 2.                | 10.000 m Bahngehen | 45:24,35 min      |
| 2018              | U20-Weltmeisterschaften  | Tampere           | 4.                | 10.000 m Bahngehen | 45:08,68 min      |
| 2019              | Weltmeisterschaften      | Doha              | 7.                | 20 km Gehen        | 1:34:50 h         |
| 2021              | Olympische Sommerspiele  | Tokio             | 13.               | 20 km Gehen        | 1:31:55 h         |
| 2022              | Weltmeisterschaften      | Eugene            | 6.                | 20 km Gehen        | 1:29:01 h         |
| 2023              | Weltmeisterschaften      | Budapest          | 14.               | 20 km Gehen        | 1:30:10 h         |

## Persönliche Bestleistungen
Freiluft
- 5000-m-Bahngehen: 21:24,40 min, 8. Oktober 2018, Fukui
- 10.000-m-Bahngehen: 44:13,37 min, 22. September 2018, Osaka
- 10-km-Gehen: 44:40 min, 13. April 2019, Wajima
- 20-km-Gehen: 1:27:59 h, 28. Februar 2024, Kōbe